# یاستکوویتسه
یاستکوویتسه (به لاتین: Jastkowice) یک روستا در لهستان است که در گمینا پشنگتسا واقع شده‌است. یاستکوویتسه ۲٬۳۵۰ نفر جمعیت دارد.